# Mkisofs
mkisofs — утилита командной строки из пакета cdrtools, позволяющая превратить указанный каталог в файл, представляющий собой файловую систему, который затем может быть записан на компакт-диск (CD или DVD). Затем для записи можно использовать утилиту cdrecord или аналогичную ей.
Утилита mkisofs поддерживает расширенные форматы файловых систем для компакт дисков: Rock Ridge, Joliet, Blu-ray Disc и прочее.
Программы для записи компакт-дисков с графическим интерфейсом обычно неявно используют mkisofs. На основе mkisofs создан усовершенствованный пакет программ dvd+rw-tools, позволяющий дописывать перезаписываемые компакт-диски без необходимости создания образа диска.

## Синтаксис
mkisofs [ -abstract FILE ] [ -allow-lowercase ] [ -allow-multidot ] [ -biblio FILE ] [ -cache-inodes ] [ -no-cache-inodes ] [ -b eltorito_boot_image ] [ -eltorito-alt-boot ] [ -B sparc_boot_image_list ] [ -G generic_boot_image ] [ -gui ] [ -C #,# ] [ -hard-disk-boot ] [ -no-emul-boot ] [ -no-boot ] [ -boot-load-seg ] [ -boot-load-size ] [ -boot-info-table ] [ -c boot_catalog ] [ -check-oldnames ] [ -check-session FILE ] [ -copyright FILE ] [ -A application_id ] [ -f ] [ -d ] [ -D ] [ -dir-mode mode ] [ -file-mode mode ] [ -gid gid ] [ -hide glob ] [ -hide-list file ] [ -hidden glob ] [ -hidden-list file ] [ -hide-joliet glob ] [ -hide-joliet-list file ] [ -hide-joliet-trans-tbl ] [ -hide-rr-moved ] [ -iso-level level ] [ -input-charset charset ] [ -output-charset charset ] [ -J ] [ -jcharset charset ] [ -l ] [ -L ] [ -log-file log_file ] [ -max-iso9660-filenames ] [ -M path | device ] [ -new-dir-mode mode ] [ -nobak ] [ -no-bak ] [ -no-split-symlink-components ] [ -no-split-symlink-fields ] [ -pad ] [ -no-pad ] [ -path-list file ] [ -p preparer ] [ -print-size ] [ -P publisher ] [ -quiet ] [ -r ] [ -R ] [ -relaxed-filenames ] [ -sort sort file ] [ -sysid ID ] [ -T | -table-name TABLE_NAME ] [ -ucs-level level ] [ -uid uid ] [ -use-fileversion ] [ -U ] [ -no-iso-translate ] [ -v ] [ -V volid ] [ -volset ID ] [ -volset-size # ] [ -volset-seqno # ] [ -x path ] [ -exclude-list file ] [ -z ] [ -m glob ] [ -hfs | -apple ] [ -map mapping_file ] [ -magic magic_file ] [ -probe ] [ -no-desktop ] [ -mac-name ] [ -boot-hfs-file driver_file [ -part ] [ -auto AutoStart_file ] [ -cluster-size size ] [ -hide-hfs glob ] [ -hide-hfs-list file ] [ -hfs-volid hfs_volid ] [ -icon-position ] [ -root-info FILE [ -prep-boot FILE ] [ -hfs-creator CREATOR ] [ -hfs-type TYPE ] [ -input-hfs-charset charset ] [ -output-hfs-charset charset ] [ -hfs-unlock ] [ -hfs-bless folder_name ] [ --cap ] [ --netatalk ] [ --double ] [ --ethershare ] [ --ushare ] [ --exchange ] [ --sgi ] [ --xinet ] [ --macbin ] [ --single ] [ --dave ] [ --sfm ] -o filename pathspec [pathspec]

## Примеры использования
Создаём «образ» диска
```
    
mkisofs
 
-r
 
-J
 
-o
 
cd.iso
 
~/data/

```

Тогда всё, что находится в каталоге ~/data, запишется в «образ» с именем cd.iso.
Описание параметров:
- -r — записать файловую систему RockRidge (поддерживает длинные имена файлов, читается на большинстве систем);
- -J — записать файловую систему Joliet (поддерживает длинные имена файлов, нужна при чтении диска под Windows);
- -o cd.iso — указывает имя файла образа.

Записываем образ диска сразу на диск
```
    
mkisofs
 
-r
 
-J
 
~/data/
 
|
 
cdrecord
 
dev
=
/dev/cdrw1
 
-

```

Передаёт создаваемый образ программе cdrecord, которая записывает его на диск в устройстве /dev/cdrw1.